# Mascarimirì
Mascarimirì est un groupe de musique italien composé de 4 artistes originaires de la ville de Muro Leccese dans les Pouilles. 
Le groupe naît à l'automne 1997, quand Claudio "Cavallo" Giagnotti et son frère Cosimo, tous deux d'origine rom, décident de quitter leur ancien groupe Terra de Menzu qui, dans les années 1990, a contribué à la redécouverte et à l'affirmation de la musique salentine. Les deux frères font ainsi paraître cette même année un premier cd dont le titre est identique au nom du groupe. 
Entre 1999 et 2003, le groupe s'agrandit et est rejoint par deux nouveaux éléments: Vito Giannone, à la mandoline, et Beppe Branca à la basse, qui sera ensuite remplacé par Alexios Amato. 
À leur crédit, on compte 13 albums dont 6 en studio et 16 participations à des compilations. Leur succès est allé au-delà de l'Italie: ils jouent, pour ne citer que les destinations principales, en Australie, en Tunisie, en France, Espagne, Suisse, Belgique et Allemagne. Ils participent également à un grand nombre de festivals dont certains des plus importants festivals internationaux. Parmi d'autres, citons la Notte della Taranta (it) à Melpignano, le festival de la Villa Ada à Rome, la Biennale de Venise en musique. En France, ils se sont notamment produits à Paris à l'occasion de la Fête de la musique mais surtout lors du Festival des Langues et Cultures Minorisées à Marseille, du Festival Latcho Divano à Marseille toujours, du Total Festum à Nîmes ou de l'Estivada à Rodez. 
Mascarimirì entend promouvoir une « trad-innovazione », une musique et des rythmes qui mêlent et brassent les traditions et les innovations, celles de la terre salentine tout autant que les héritages et les nouveautés de l'arc méditerranéen. 
Fidèle à cet état d'esprit d'ouverture constante et de partage, le groupe multiplie aussi les collaborations avec des artistes et des groupes comme Joe Zawinul, Buena Vista Social Club, Les Négresses Vertes, Massilia Sound System, Dupain, Lo Cor de la Plana, Nux Vomica, Lou Dalfin, E’Zezi, Eugenio Bennato, Marcello Colasurdo, Daniele Sepe, Luigi Cinque, Mauro Pagani, Ludovico Einaudi et les salentins Sud Sound System, Uccio Aloisi, Cesare Dell’Anna.
En 2011, aboutit l'important projet Gitanistan. 
En 2014, l'album Tam explore plus avant les héritages et traditions du sud de l'Italie.  